# Сельское поселение Железнодорожное (Вологодская область)
Сельское поселение Железнодорожное — сельское поселение в составе Шекснинского района Вологодской области.
Центр — деревня Пача.
Образовано 1 января 2006 года в соответствии с Федеральным законом № 131 «Об общих принципах организации местного самоуправления в Российской Федерации».
В состав сельского поселения вошёл Железнодорожный сельсовет.
По данным переписи 2010 года население — 837 человек.

## География
Расположено на западе района. Граничит:
- на северо-востоке с сельским поселением Ершовское,
- на востоке сельским поселением Нифантовское,
- на юго-востоке с сельскими поселениями Никольское и Юроченское,
- на юго-западе с муниципальным образованием Югское Череповецкого района (часть границы проходит по реке Шексне,
- на западе с Ирдоматским и Тоншаловским сельскими поселениями Череповецкого района,
- на северо-западе с Ягановским сельским поселением Череповецкого района.

Территория поселения расположена в основном на правом берегу Шексны, на левом располагаются только деревни Харламово и Починок. Часть границы с Ирдоматским сельским поселением проходит по реке Конома. По территории также протекает река Пишковка — приток Шексны.
В деревне Шеломово расположена одноимённая станция Северной железной дороги (участок Вологда — Череповец).

## Населённые пункты
В 1999 году был утверждён список населённых пунктов Вологодской области. Согласно этому списку в состав Железнодорожного сельсовета входили 30 населённых пунктов.
20 марта 2001 года была упразднена деревня Гмызово. С тех пор состав Железнодорожного сельсовета не изменялся.
В состав сельского поселения входят 29 населённых пунктов, в том числе
28 деревень,
1 село.
| Населённый пункт     | ОКАТО          | Рег. номер | Расстояние до районного центра, км | Расстояние до центра поселения, км | Координаты                      |
| -------------------- | -------------- | ---------- | ---------------------------------- | ---------------------------------- | ------------------------------- |
| деревня Антипино     | 19 258 816 002 | 8010       | 21                                 | 3                                  | 59°11′54″ с. ш. 38°20′10″ в. д. |
| деревня Берендюха    | 19 258 816 003 | 8011       | 22                                 | 9                                  | 59°13′59″ с. ш. 38°16′15″ в. д. |
| деревня Бирючево     | 19 258 816 004 | 8012       | 27                                 | 9                                  | 59°14′20″ с. ш. 38°12′09″ в. д. |
| деревня Горка        | 19 258 816 006 | 8014       | 24                                 | 6                                  | 59°12′59″ с. ш. 38°13′39″ в. д. |
| деревня Демидово     | 19 258 816 007 | 8015       | 18                                 | 13                                 | 59°16′22″ с. ш. 38°17′02″ в. д. |
| деревня Добрец       | 19 258 816 008 | 8016       | 21                                 | 3                                  | 59°09′36″ с. ш. 38°21′02″ в. д. |
| деревня Дурасово     | 19 258 816 009 | 8017       | 22                                 | 4                                  | 59°09′21″ с. ш. 38°16′03″ в. д. |
| село Едома           | 19 258 816 010 | 8018       | 23                                 | 5                                  | 59°08′28″ с. ш. 38°19′24″ в. д. |
| деревня Кичино       | 19 258 816 011 | 8019       | 15                                 | 3                                  | 59°11′32″ с. ш. 38°21′53″ в. д. |
| деревня Красное      | 19 258 816 013 | 8021       | 23                                 | 5                                  | 59°10′06″ с. ш. 38°22′55″ в. д. |
| деревня Красный Холм | 19 258 816 012 | 8020       | 20                                 | 2                                  |                                 |
| деревня Курово       | 19 258 816 014 | 8022       | 21                                 | 3                                  | 59°11′31″ с. ш. 38°15′42″ в. д. |
| деревня Лапино       | 19 258 816 015 | 8023       | 22                                 | 4                                  |                                 |
| деревня Маурино      | 19 258 816 016 | 8024       | 22                                 | 4                                  | 59°08′40″ с. ш. 38°18′05″ в. д. |
| деревня Осташково    | 19 258 816 017 | 8025       | 28                                 | 8                                  | 59°13′52″ с. ш. 38°12′36″ в. д. |
| деревня Пача         | 19 258 816 001 | 8009       | 18                                 | —                                  | 59°10′44″ с. ш. 38°18′49″ в. д. |
| деревня Пашнец       | 19 258 816 018 | 8026       | 26                                 | 8                                  | 59°14′22″ с. ш. 38°17′32″ в. д. |
| деревня Покровское   | 19 258 816 020 | 8027       | 25                                 | 7                                  | 59°13′38″ с. ш. 38°13′05″ в. д. |
| деревня Починок      | 19 258 816 019 | 8028       | 18                                 | 6                                  | 59°06′47″ с. ш. 38°22′33″ в. д. |
| деревня Соболино     | 19 258 816 021 | 8029       | 22                                 | 4                                  | 59°12′48″ с. ш. 38°19′25″ в. д. |
| деревня Соколово     | 19 258 816 022 | 8030       | 20                                 | 2                                  | 59°11′04″ с. ш. 38°16′39″ в. д. |
| деревня Соколье      | 19 258 816 023 | 8031       | 30                                 | 12                                 | 59°15′34″ с. ш. 38°12′47″ в. д. |
| деревня Старое Село  | 19 258 816 024 | 8032       | 22                                 | 4                                  | 59°12′24″ с. ш. 38°14′33″ в. д. |
| деревня Столупино    | 19 258 816 025 | 8033       | 28                                 | 8                                  | 59°14′11″ с. ш. 38°13′31″ в. д. |
| деревня Харламово    | 19 258 816 026 | 8034       | 18                                 | 6                                  | 59°07′10″ с. ш. 38°23′04″ в. д. |
| деревня Четвериково  | 19 258 816 027 | 8035       | 10                                 | 1                                  | 59°10′10″ с. ш. 38°19′20″ в. д. |
| деревня Шайма        | 19 258 816 028 | 8036       | 10                                 | 1                                  | 59°10′55″ с. ш. 38°17′41″ в. д. |
| деревня Шапкино      | 19 258 816 029 | 8037       | 24                                 | 6                                  | 59°13′07″ с. ш. 38°14′56″ в. д. |
| деревня Шеломово     | 19 258 816 030 | 8038       | 22                                 | 4                                  | 59°09′55″ с. ш. 38°14′13″ в. д. |

Упразднённые населённые пункты:
| Населённый пункт | ОКАТО          | Рег. номер | Расстояние до районного центра, км | Расстояние до центра поселения, км | Координаты                      | Комментарий           |
| ---------------- | -------------- | ---------- | ---------------------------------- | ---------------------------------- | ------------------------------- | --------------------- |
| деревня Гмызово  | 19 258 816 005 | 8013       | 23                                 | 5                                  | 59°13′08″ с. ш. 38°18′31″ в. д. | Упразднена 20.03.2001 |

## Численность населения.
На 01.01.2017 года на территории Железнодорожного сельского поселения зарегистрировано 814 человек.